# Tetsuo & Youth
Tetsuo & Youth è il quinto album in studio del rapper statunitense Lupe Fiasco, pubblicato nel 2015.

## Tracce
1. Summer – 1:26
2. Mural – 8:48
3. Blur My Hands (feat. Guy Sebastian) – 5:27
4. Dots & Lines – 6:32
5. Fall – 1:13
6. Prisoner 1 & 2 (feat. Ayesha Jaco) – 8:36
7. Body of Work (feat. Troi & Terrace Martin) – 5:53
8. Little Death (feat. Nikki Jean) – 4:29
9. No Scratches (feat. Nikki Jean) – 4:22
10. Winter – 1:31
11. Chopper (feat. Billy Blue, Buk of Psychodrama, Trouble, Trae tha Truth, Fam-Lay & Glasses Malone) – 9:32
12. Deliver – 3:52
13. Madonna (And Other Mothers in the Hood) (feat. Nikki Jean) – 4:43
14. Adoration of the Magi (feat. Crystal Torres) – 5:06
15. They. Resurrect. Over. New. (feat. Ab-Soul & Troi) – 5:38
16. Spring – 1:35